# Helen Menken
Helen Menken (New York, 12 december 1901 – aldaar, 27 maart 1966) was een Amerikaanse actrice, die als Helen Meinken werd geboren. Haar vader Frederick Meinken had een Duits-Franse achtergrond; Mary Madden was haar in Ierland geboren moeder.

## Levensloop
Menken begon als tiener haar carrière met haar Broadwaydebuut in (1917) in het stuk Parlor, Bedroom and Bath. Haar grootste toneelrollen waren die in Seventh Heaven in 1922-1924, Mary of Scotland in 1933-1934, waarin zij de hoofdrol van Elizabeth I met Helen Hayes speelde, en The Old Maid, het stuk dat de Pulitzerprijs won en waarin Menken en Judith Anderson in 1935 schitterden. Menken draaide in 1925 een korte film in New York voor Lee De Forest.
Menkens laatste Broadwayoptreden was in 1937 in het geflopte stuk The Laughing Woman, dat slechts één maand draaide. Ze acteerde in radiohoorspelen in de jaren veertig en deed veel werk achter de schermen in de wereld van het theater, vooral bij de American Theatre Wing, de organisatie die buitengewoon talent en opleidingswerk in de theaterwereld ondersteunt en ooit de Tony Awards instelde. Menken ontving in 1966 postuum een speciale Tony Award voor haar werk.
Menken trouwde drie keer. Op 20 mei 1926 trouwde zij met acteur Humphrey Bogart. Voor beiden was dit het eerste huwelijk. Zij scheidden op 18 november 1927. Vervolgens trouwde zij op 12 juli 1932 met Henry T. Smith, van wie zij scheidde in 1947. Uiteindelijk trouwde zij in oktober 1948 met George N. Richard, die haar overleefde.
Helen Menken overleed aan een hartaanval tijdens een feest in de bekende club The Lambs op 27 maart 1966, 64 jaar oud.
- Gemeinsame Normdatei: 140212876
- International Standard Name Identifier: 0000 0001 1602 454X
- Library of Congress Control Number: n79136406
- SNAC: w6z060pr
- Union List of Artist Names: 500445168
- Virtual International Authority File: 18509472
- WorldCat: E39PBJdmppXgC4wWKF6gyr7JXd